# Kew Jaliens
Kew Jaliens (* 15. September 1978 in Rotterdam) ist ein ehemaliger niederländischer Fußballspieler.

## Karriere
Nachdem  Kew Jaliens bei verschiedenen Vereinen in der Umgebung seiner Geburtsstadt Rotterdam gespielt hatte, erhielt er 1996 einen Profivertrag bei Sparta Rotterdam in der ersten Liga. Zweimal kam der damals 18-Jährige in seiner ersten Saison zum Einsatz. Doch schon in den beiden folgenden Jahren war er eine feste Größe in der Sparta-Abwehr. Kurz nach Saisonbeginn 1999 wechselte er zum Ligakonkurrenten Willem II Tilburg, wo er die nächsten fünf Jahre ebenfalls Stammspieler war.
2004 folgte er seinem Trainer und seinem Abwehrkollegen Joris Mathijsen zum ambitionierten AZ Alkmaar. Auch dank der neuen Abwehrformation wurde der Verein 2005 Meisterschaftsdritter und 2006 Vizemeister. 2009 wurde er mit Alkmaar niederländischer Meister und Supercupsieger.
Von Januar 2011 bis 2013 spielte er in Polen bei Wisła Krakau und gewann 2011 die polnische Meisterschaft. Im August 2013 schloss er sich dem australischen A-League-Klub Newcastle United Jets an. Nach eineinhalb Jahren in Newcastle wechselte Jaliens 2015 innerhalb der Liga zu Melbourne City FC, wo er seine letzten Spiele als Fußballprofi bestritt.

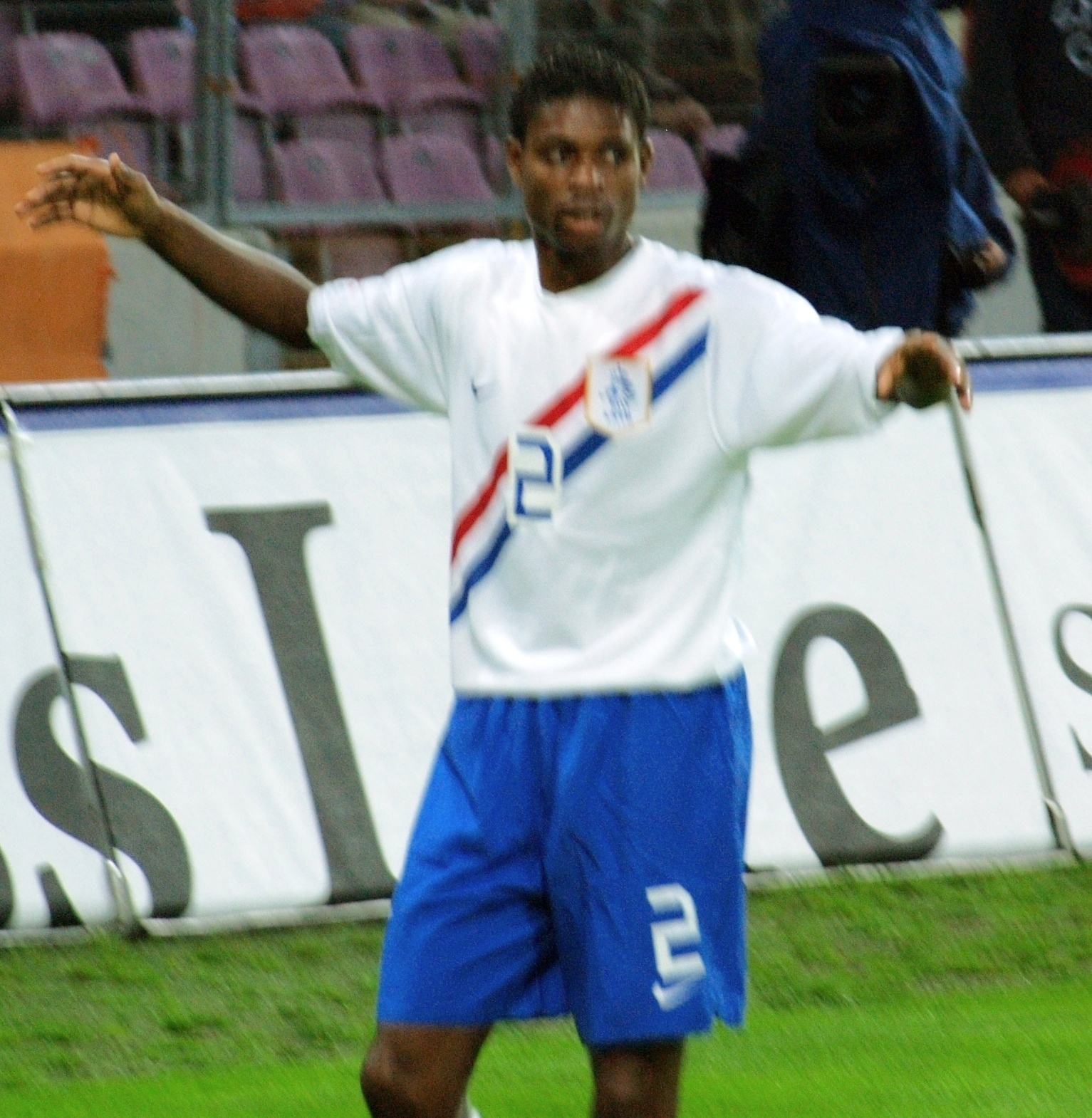
Im Trikot der niederländischen Nationalmannschaft (August 2007)

## Nationalmannschaft
Am 1. März 2006 wurde er zum ersten Mal in der niederländischen Nationalmannschaft eingesetzt. Er gehörte neben Joris Mathijsen und Tim de Cler zum Alkmaarer Abwehrtrio im Aufgebot der Niederlande für die WM 2006. 2007 kam er zu den letzten seiner zehn Einsätze im Trikot der A-Nationalmannschaft.
2008 nahm er mit der niederländischen Olympiaauswahl an den Olympischen Sommerspielen teil.

## Erfolge
AZ Alkmar 
- Niederländischer Supercupsieger: 2009
- Niederländischer Meister: 2009
- Polnischer Meister 2011 (Wisła Krakau)